# Ich war Jack Mortimer (Film)
Ich war Jack Mortimer ist ein deutscher Kriminalfilm aus dem Jahre 1935 von Carl Froelich mit Adolf Wohlbrück in der Hauptrolle. Die Geschichte basiert auf dem gleichnamigen Roman von Alexander Lernet-Holenia.

## Handlung
Im Budapest der 1920er Jahre verdient sich der junge Ferdinand Sponer seinen Lebensunterhalt als Taxifahrer. Eines Tages steigt am Hauptbahnhof ein Fahrgast in sein Taxi, der wenig später erschossen im Fond des Wagens liegt. Sponer gerät in Panik, er glaubt, dass man ihn für den Mörder des Toten halten wird. Ferdinand weiß nicht, dass ein gewisser Pedro Montemayor, seines Zeichens ein ebenso berühmter wie krankhaft eifersüchtiger Konzertdirigent, beobachtet hat, wie jener Fahrgast mit Namen Jack Mortimer in seine Fahrgastzelle stieg. Montemayor kontrolliert und beobachtet seine Noch-Ehefrau Winifred auf Schritt und Tritt, und da diese ihren Jugendfreund Jack um Hilfe gebeten hat, sollte es zur angestrebten Scheidung kommen, glaubt der Musiker, dass seine Gattin eine Affäre mit ebenjenem Mr. Mortimer haben müsse. Als Pedro herausbekommen hat, dass Winifred im selben Hotel wie Jack Mortimer abgestiegen ist, zählt er eins und eins zusammen und rast vor Eifersucht. Seine Frau ist nicht, wie abgesprochen, auf der Konzertprobe erschienen, und so glaubt sich Pedro sicher zu sein: Winifred muss einen Geliebten haben!
Dies alles weiß Ferdinand Sponer natürlich nicht, als er plötzlich den Toten Jack Mortimer auf dem Rücksitz liegen sieht. Er droht panisch zu werden und fährt kreuz und quer durch die Stadt, um zu überlegen, was er jetzt am besten machen könnte. Ferdinand kommt auf die Idee, zunächst zu seiner neuen Chefin Daisy, die er erst vor kurzem bei einer Autopanne kennen gelernt hatte, zu fahren. Die glaubt ihm jedoch die ganze Geschichte nicht, und so überlegt Ferdinand, was er jetzt noch tun könnte. Die Polizei wird ihm wohl ebenso kein Wort glauben, und so entscheidet er sich in seiner Angst, die Leiche Mortimers kurzerhand verschwinden zu lassen. Dann fährt Sponer zu seiner Freundin Marie nach Hause. Mortimers Koffer nimmt er zunächst erst einmal an sich. Marie glaubt ihrem Liebsten zwar, dass er unschuldig ist, weist aber auch darauf hin, dass der Tote im Hotel erwartet werde, und dass die Tatsache, dass Fred Mortimers Koffer bei sich habe, ihn rasch zum Hauptverdächtigen machen werde.
Ferdinand sieht ein, dass Marie recht hat, und entscheidet sich, vorübergehend die Rolle Jack Mortimers einzunehmen und sich als dieser im gebuchten Hotel einzuquartieren. Hier wird ihm von der Rezeption ein Brief Winifreds übergeben. Sie spricht eine ominöse Warnung aus, die Sponer erwartungsgemäß nicht versteht. Als Winifred ihn im Zimmer anruft und dies Gespräch in ihren Augen merkwürdig verläuft, entscheidet Jacks Jugendfreundin, den mutmaßlichen Mortimer auf dessen Zimmer aufzusuchen. Natürlich erkennt Winifred den falschen Jack Mortimer nicht. Sie stürmt aus dem Zimmer, ahnend, dass etwas Schreckliches mit Jack geschehen sein müsse. Dabei läuft sie dem vor Eifersucht kochenden Pedro in die Arme, der erwartet hat, seine Gattin in flagranti zu erwischen. Sponer bleibt nichts anderes mehr übrig, als die ganze Wahrheit zu sagen: Jack Mortimer ist tot! Er verlässt das Zimmer fluchtartig und schließt die beiden Eheleute hinter sich ein. Bei der nachfolgenden Aussprache gesteht der Dirigent seiner Frau, Jack im Eifersuchtsanfall erschossen zu haben. Wenig später stellt er sich der Polizei. Ferdinand Sponer kehrt, von Reue geplagt, zum Hotel zurück, um sein merkwürdiges Verhalten allen zu erklären. Doch da hat sich der Fall längst geklärt.

## Produktionsnotizen
Ich war Jack Mortimer wurde im Juni 1935 in Froelichs Filmatelier von Berlin-Tempelhof abgedreht und am 17. Oktober 1935 im Hamburger UFA-Palast uraufgeführt. Die Berliner Premiere fand vier Tage darauf im Capitol-Kino statt. Am 21. November 1990 erlebte der Film seine bundesdeutsche Fernsehpremiere im Dritten Programm des Bayerischen Rundfunks.
Friedrich Pflughaupt übernahm die Produktionsleitung. Die Filmbauten stammen von Franz Schroedter. Rolf Hansen diente als Froelichs Produktions- und Regieassistent. Hans Grimm sorgte für den Ton.
1952 entstand eine Neuverfilmung unter dem Titel Abenteuer in Wien.

## Kritiken
In der Österreichischen Film-Zeitung war zu lesen: „Zu dem … Kriminalfilm hat der Roman Alexander Lernet-Holenias ‚Ich war Jack Mortimer‘ den fesselnden Stoff geliefert; Carl Froelich hat ihn zu einem spannenden Film gestaltet.“
Im Filmdienst war zu lesen: „Der Krimi, der das altösterreichische Gesellschafts- und Offiziersleben beschreibt, wurde 1990 im Fernsehen erstmals nach dem Zweiten Weltkrieg wieder gezeigt.“